# White Sulphur Springs (Virginia Occidentale)
White Sulphur Springs è un comune degli Stati Uniti d'America, nella contea di Greenbrier, nello Stato della Virginia Occidentale.
Vi è situato "The Greenbrier", un hotel di lusso aperto nel 1913 con 720 camere, 33 suite, 9 ristoranti e 11 bar. È dotato di un campo da golf che ha ospitato molte competizioni di livello internazionale.